# Chav
A chav (egyes angliai régiókban a charver, scally vagy roadman) brit kifejezés, amelyet általában pejoratív értelemben használnak. A chav szóval társadalomellenes, alsóbb osztálybeli, sportos ruházatot viselne fiatalokat írnak le. A kifejezés használatát a „társadalmi rasszizmus” egyik formájaként is értelmezték. A chavette a női chavok megnevezése, míg a chavvy, chavvish és chavtastic melléknevek a chavokhoz kapcsolódó dolgokat írják le, amelyek például divat, szleng stb. Más országokban, például Írországban a skanger hasonló jelentéssel bír. Ontarióban (különösen Torontóban) a hoodman kifejezést használják, ami az angliai roadman megfelelője. Új-Fundlandon a skeet szóval illetik az ilyen személyeket, míg Ausztráliában az eshay vagy adlay kifejezések használatosak.

## Etimológia
Megoszlanak a vélemények a chav szó eredetéről. A kifejezés a cigány chavi (gyermek) vagy chaval (fiú) szavakból származhat.  A chavvy szó legalább a 19. század óta létezik; Eric Partridge lexikográfus említi az 1950-es Szleng és Rendhagyó Angol című szótárában, ahol a szó eredetét körülbelül 1860-ra datálja.
A szó jelenlegi pejoratív használatát az Oxford English Dictionary szerint először egy Usenet fórumon rögzítették 1998-ban, míg újságban először 2002-ben jelent meg. 2005-re a kifejezés széles körben elterjedtté vált, és egyfajta antiszociális, kulturálatlan fiatalt jelölt, akit úgy ábrázoltak, hogy túlzóan feltűnő ékszereket, fehér sportcipőt, baseballsapkát és hamis dizájner ruhákat visel.

## Sztereotípia

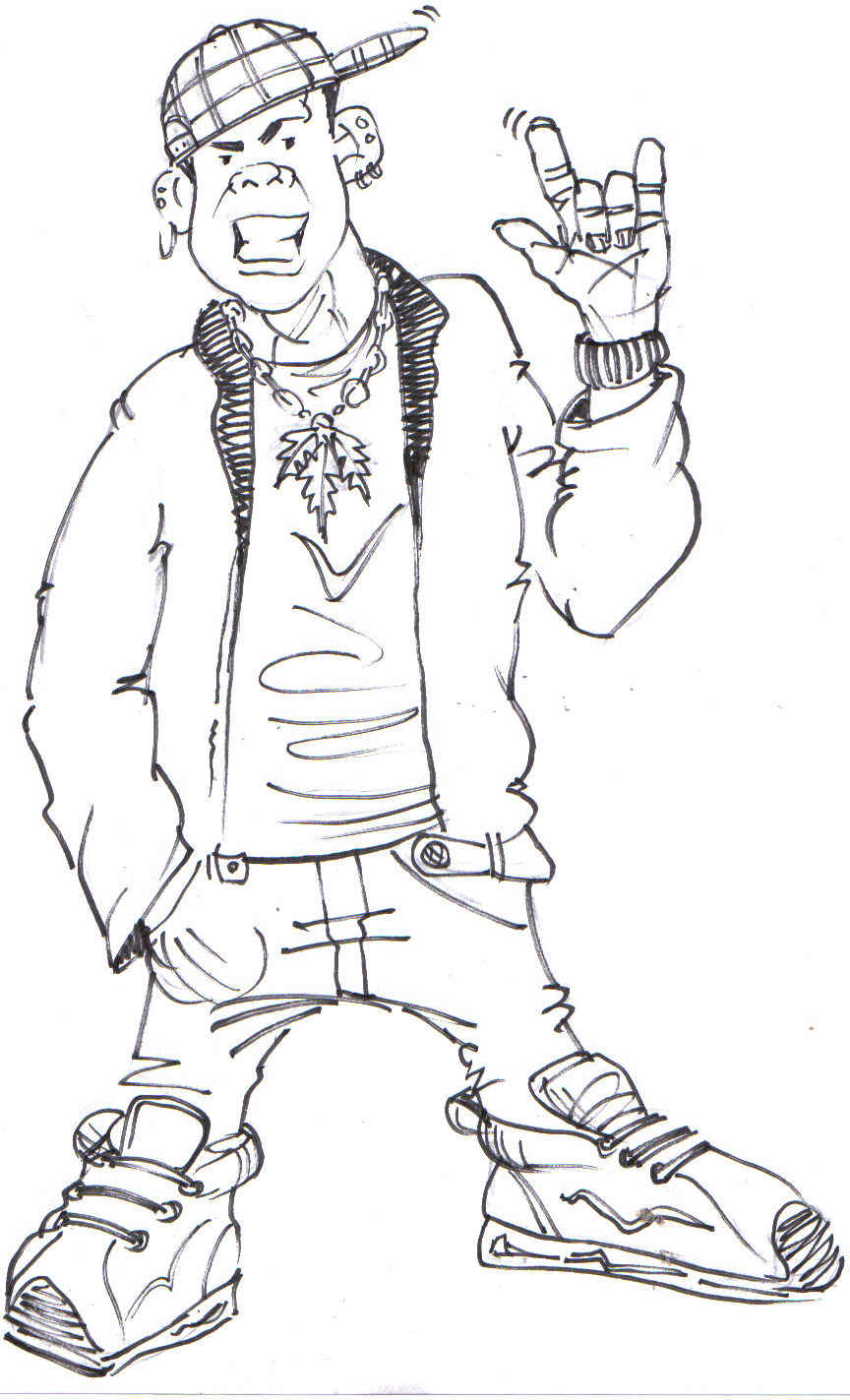
Karikatúra egy chavról

A chav sztereotípia az udvariatlan, bunkó viselkedésre, az erőszakra és sajátos beszédstílusokra utal, emellett magában foglalja a márkás, dizájner sportruházat viselését is, amit gyakran valamilyen feltűnő aranyékszer, más néven bling, egészít ki.

## Fordítás
Ez a szócikk részben vagy egészben  a   Chav című angol Wikipédia-szócikk ezen változatának fordításán alapul.  Az eredeti cikk szerkesztőit annak laptörténete sorolja fel. Ez a jelzés csupán a megfogalmazás eredetét és a szerzői jogokat jelzi, nem szolgál a cikkben szereplő információk forrásmegjelöléseként.